# Vít Fousek
Vít Fousek (31. prosince 1913 Tři Studně – září 1990 Nové Město na Moravě) byl československý lyžař, běžec na lyžích. Jeho syn Vít Fousek byl taktéž běžeckým lyžařem.

## Život
Narodil se do rodiny zedníka Františka Fouska a jeho manželky Antonie, rozené Strejčkové. V lednu 1940 se na Fryšavě oženil s Marií Málkovou.
Na V. ZOH ve Svatém Mořici 1948 skončil v běhu na lyžích na 18 km skončil na 58. místě v běhu na lyžích na 50 km závod nedokončil. V roce 1938 získal titul mistra Československa v běhu na lyžích na 50 km a ve štafetě 4×10 km, roku 1941 zvítězil v protektorátním šampionátu na trati 50 km a v roce 1946 se stal československým mistrem ve štafetě na 4×10 km.

### Vězení
Státní bezpečnost jej zatkla v Jihlavě 26. května 1953. Krajský soud v Jihlavě jej spolu s dalšími čtyřmi lidmi (tzv. protistátní skupina Menšíková a spol.) odsoudil za to, že „ve Vlachovicích a jinde se spolčili, a to Vladimír Ptáček na jaře 1950 s dalšími osobami, všichni pak od prosince 1950 s uprchlým protistátním zločincem Musilem, případně s dalšími osobami a navzájem k pokusu o zničení lidově demokratického státního zřízení republiky, které je zaručeno ústavo, tím, že ve vzájemné součinnosti přechovávali protistátně činné osoby a zahraniční agenty a pomáhali jim k ilegálnímu přechodu státních hranic“. Někteří obžalovaní včetně Víta Fouska měli dále „vytvořit skupinu k udržování spojení mezi protistátně činnými osobami v republice a zahraniční agenturou“. Členové skupiny byli odsouzení k trestům odnětí svobody od 9 do 18 let, Vít Fousek byl v lednu 1954 odsouzen za velezradu k 9 letům odnětí svobody, propadnutí majetku a ztrátě čestných občanských práv na 3 roky. Prošel vězeními v Jihlavě, v Praze na Pankráci a nápravněpracovním táborem Vykmanov C na Jáchymovsku. Jeho pracovitost se projevila i ve vězení, kde pravidelně vysoko překračoval stanovenou normu. Propuštěn byl na amnestii v květnu roku 1960.